# Walsbets
Walsbets is een dorp in de Belgische provincie Vlaams-Brabant en een deelgemeente van Landen. Walsbets was een zelfstandige gemeente tot aan de gemeentelijke herindeling van 1965.

## Naam
De oudste vermeldingen van de plaats maken gewag van Beche (1139) en Walsbeche (1221). Etymologisch is bets is een geromaniseerde vorm van het Germaanse baki ("beek"). De toevoeging wals wijst op de nabijheid van de taalgrens.

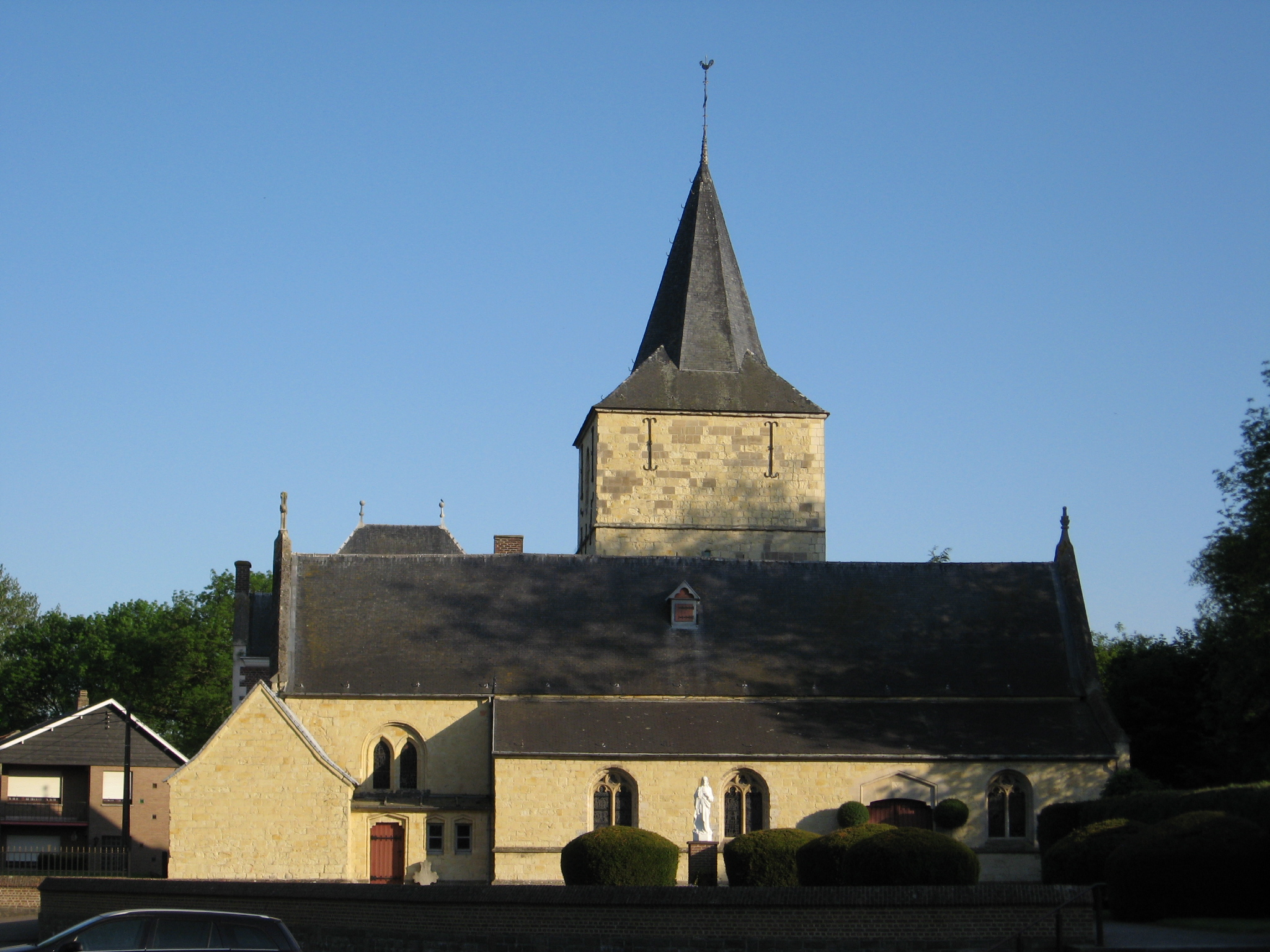
Sint-Jan de Doperkerk

## Bezienswaardigheden
- De Tumulus van Betz
- De Molen van Bets, een watermolen
- De Sint-Jan-de-Doperkerk

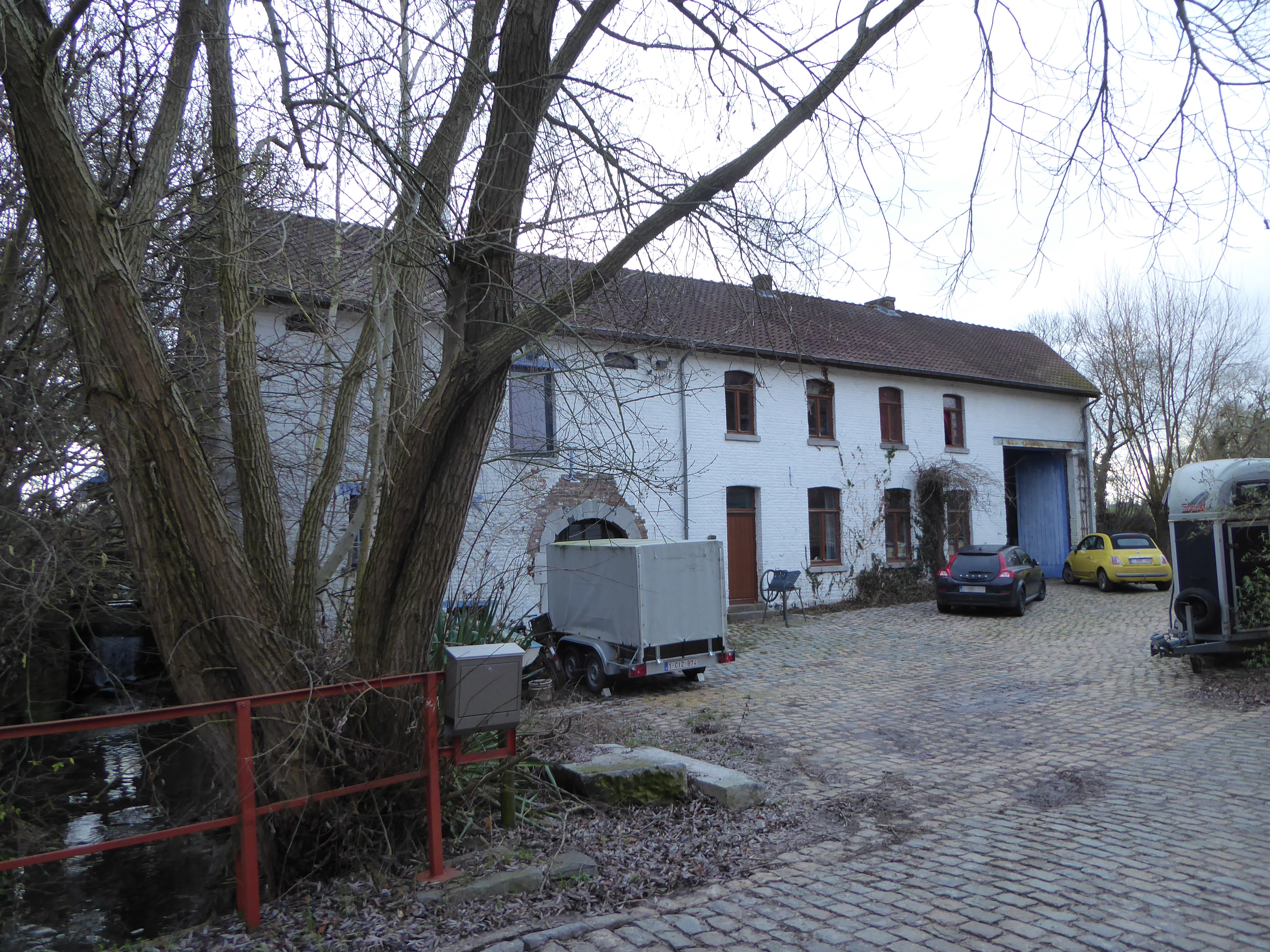
Watermolen van Bets
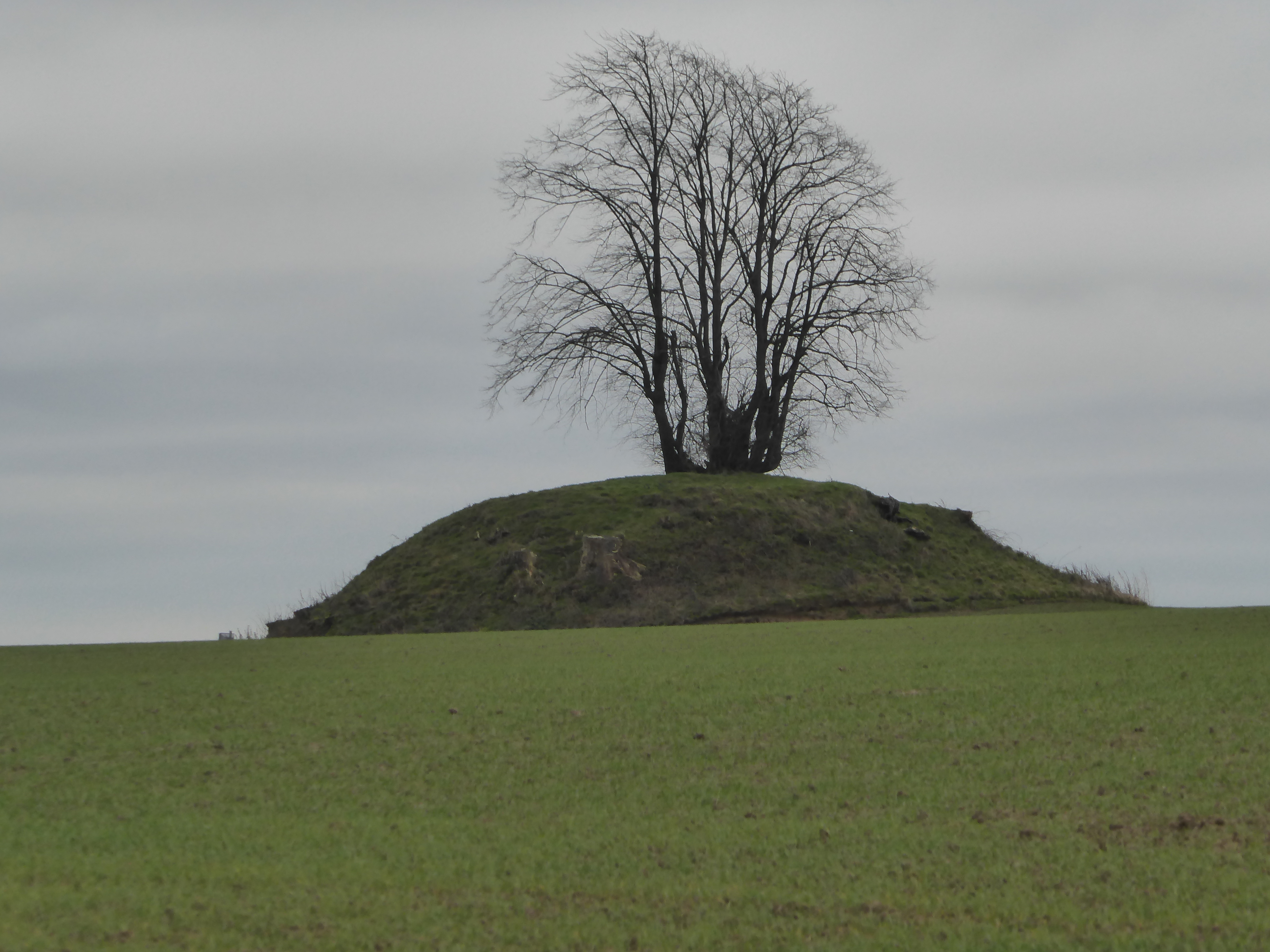
Tumulus van Betz

## Natuur en landschap
Walsbets ligt in Droog-Haspengouw op een hoogte van 80 meter (kerk) à 90 meter.

## Demografische ontwikkeling
- Bronnen:NIS, Opm:1831 tot en met 1961=volkstellingen

## Nabijgelegen kernen
Landen, Waasmont, Walshoutem, Wezeren
Deelgemeenten: Attenhoven · Eliksem · Ezemaal · Laar · Landen · Neerlanden · Neerwinden · Overwinden · Rumsdorp · Waasmont · Walsbets · Walshoutem · Wange · Wezeren

Belgische gemeenten · Arrondissement Leuven · Vlaams-Brabant · Vlaanderen